# Habenaria leucoceras
Habenaria leucoceras är en orkidéart som beskrevs av Rudolf Schlechter. Habenaria leucoceras ingår i släktet Habenaria och familjen orkidéer. Inga underarter finns listade i Catalogue of Life.